# Live in Japan (álbum de Rodrigo y Gabriela)
| Críticas profissionais | Críticas profissionais |
| Avaliações da crítica  | Avaliações da crítica  |
| Fonte                  | Avaliação              |
| ---------------------- | ---------------------- |
| Pinpoint Music         | [ 1 ]                  |
| Allmusic               | [ 2 ]                  |

Live in Japan é o quarto álbum da carreira, e o segundo ao vivo, da dupla de violonistas mexicanos Rodrigo y Gabriela.

## Faixas
| N.º            | Título               | Compositor(es)                            | Duração |  |
| 1.             | "OK Tokyo"           | Rodrigo y Gabriela                        | 5:42    |  |
| 2.             | "Juan Loco"          | Rodrigo y Gabriela                        | 5:53    |  |
| 3.             | "Orion"              | James Hetfield, Lars Ulrich, Cliff Burton | 2:58    |  |
| 4.             | "Foc"                | Rodrigo y Gabriela                        | 10:43   |  |
| 5.             | "Satori"             | Rodrigo y Gabriela                        | 5:31    |  |
| 6.             | "Ixtapa"             | Rodrigo y Gabriela                        | 5:43    |  |
| 7.             | "Vikingman"          | Rodrigo y Gabriela                        | 3:53    |  |
| 8.             | "Take Five"          | Paul Desmond                              | 5:18    |  |
| 9.             | "One"                | James Hetfield, Lars Ulrich               | 5:04    |  |
| 10.            | "Gabriela Solo"      | Rodrigo y Gabriela                        | 4:19    |  |
| 11.            | "Rodrigo Solo"       | Rodrigo y Gabriela                        | 3:29    |  |
| 12.            | "Stairway to Heaven" | Jimmy Page, Robert Plant                  | 5:19    |  |
| 13.            | "Tamacun"            | Rodrigo y Gabriela                        | 6:18    |  |
| 14.            | "Diablo Rojo"        | Rodrigo y Gabriela                        | 5:34    |  |
| Duração total: | Duração total:       | Duração total:                            | 75:37   |  |

### Músicos
- Rodrigo Sánchez – violão
- Gabriela Quintero – violão

## Desempenho nas Paradas Musicais
| Ano  | Trabalho      | Ranking                | Posição | Ref.            |
| ---- | ------------- | ---------------------- | ------- | --------------- |
| 2008 | Live in Japan | Top World Music Albums | #3      | Fonte:Billboard |
| 2008 | Live in Japan | Top Independent Albums | #27     | Fonte:Billboard |
| 2008 | Live in Japan | The Billboard 200      | #192    | Fonte:Billboard |
| 2009 | Live in Japan | Top World Albums       | #3      | Fonte:Billboard |